# Blond Ambition Tour
Blond Ambition Tour（ブロンド・アンビション・ツアー）は、アメリカ合衆国の歌手マドンナが、1990年に行ったコンサートツアー。欧米や日本を約4か月間かけてまわり、27都市で57公演を行った。その演出は特に宗教的な論争を巻き起こし、ローリング・ストーン誌は「精巧に作り上げられたセクシャルで挑発的な狂想曲」と呼んだ一方で、1990年代で最高のコンサートツアーとの評価もしている。

## 概要

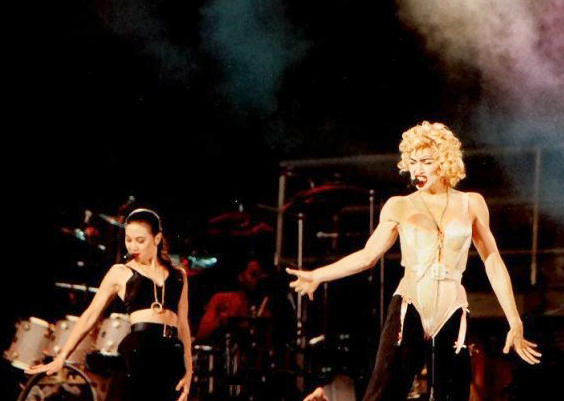
パフォーマンスするマドンナ（右）

「Blond Ambition Tour」は、1990年4月13日の東京公演よりスタートした。主に、性とカトリックという2大テーマを据えており、イタリアではローマ法王がコンサートのボイコットを訴えたために2日間予定されていたローマ公演が1日キャンセルになった。しかしながら、興行収入6,500万ドル以上を稼ぐなど、世界的には大きな成功を修め、マドンナがポップ・アイコンとしての地位を確立するのに大きな役割を果たした。また、ショーの構成でも特にセクシャルな部分は大きな論争を呼び、トロントでは自慰行為を模するシーンなど、あまりに過激なシーンは猥褻であるとの理由から、警察に告訴を含めた処分を検討すると公演前に警告されていたが、結局マドンナはプログラムを変更せずにショーを決行し、トロント側による告訴などは行われなかった。

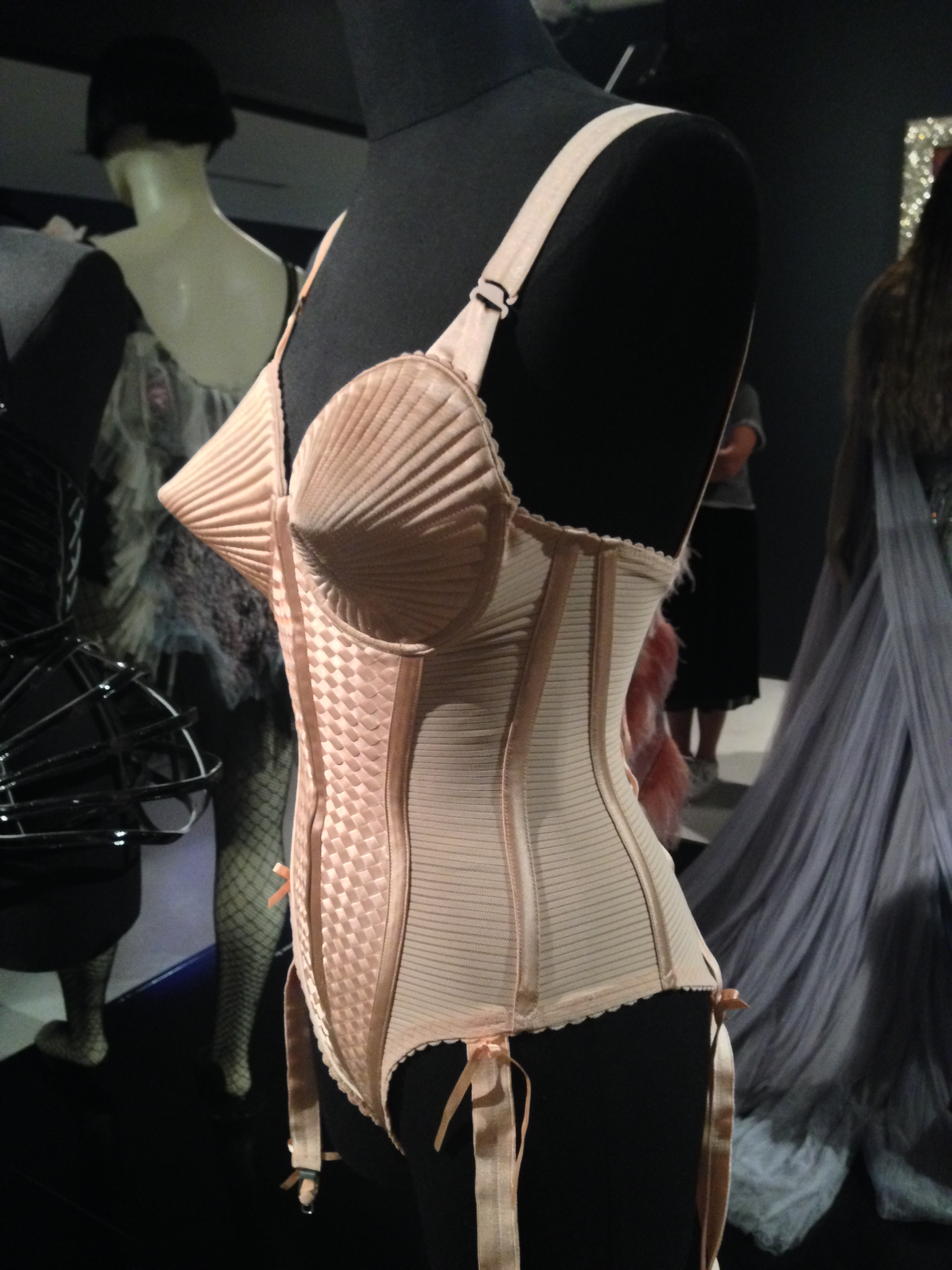
ジャン＝ポール・ゴルチエデザインの衣装

衣装はフランスのファッションデザイナー、ジャン＝ポール・ゴルチエが担当し、コーン型のブラジャー（bullet bra、弾丸ブラ）などは現在でも賛否が分かれるところである。
振付師はヴィンセント・パターソン(Vincent Paterson)。監督のアレック・ケシシアン(Alek Keshishian)は、ツアー中のマドンナ一行の様子を250時間以上もフィルムに収め、後にドキュメンタリー映画「イン・ベッド・ウィズ・マドンナ」として発表した。
また、マドンナの喉の調子が悪化したため、63公演のうちの6公演が中止なり、12万枚以上のチケットが払い戻しになるという事態になった。
ショーの構成は主に4つの場面にわけられ、ドイツのサイレント映画「メトロポリス」をテーマにした第一部、宗教的な演出と自慰行為を模したダンスで大きな話題となった第二部、マドンナが出演しツアー中に公開された映画「Dick Tracy」をテーマにした第三部、マドンナの代表曲「Material Girl」に由来する自身のイメージをパロディー化した第四部からなる。また、アンコールでは「Holiday」と「Keep It Together」が披露された。
ツアー前半の日本公演と北米公演では、マドンナは自身のショートカットの髪にブロンドのエクステンションをつけてポニーテールにしていたが、ヘッドセットマイクにエクステンションが引っ掛かってしまうため、ヨーロッパ公演ではエクステンションを付けずにソバージュのような髪型になっている。
なお、横浜スタジアムのライブは日本テレビ系で放送。完全収録版の「Blond Ambition Japan Tour 90」も、VHSとLDでリリースされている。

## セットリスト
1. エクスプレス・ユアセルフ (Express Yourself)
2. オープン・ユア・ハート (Open Your Heart)
3. コモーション (Causing a Commotion)
4. パーティーは何処に (Where's the Party)
5. ライク・ア・ヴァージン (Like a Virgin)
6. ライク・ア・プレイヤー (Like a Prayer)
7. リヴ・トゥ・テル (Live to Tell) / オー・ファーザー (Oh Father)
8. パパ・ドント・プリーチ (Papa Don't Preach)
9. スーナー・オア・レイター (Sooner or Later)
10. ハンキー・パンキー (Hanky Panky)
11. ナウ・アイム・フォロイング・ユー (Now I'm Following You)
12. マテリアル・ガール (Material Girl)
13. チェリッシュ (Cherish)
14. イントゥ・ザ・グルーヴ (Into the Groove)
15. ヴォーグ (Vogue)
16. ホリデイ (Holiday)
17. ファミリー・アフェア (Family Affair) / キープ・イット・トゥゲザー (Keep It Together)

## ツアー日程
| 日付（1990年） | 都市                 | 国             | 会場                                     |
| -------------- | -------------------- | -------------- | ---------------------------------------- |
| 日本           |                      |                |                                          |
| 4月13日        | 千葉県               | 日本           | 千葉マリンスタジアム                     |
| 4月14日        | 千葉県               | 日本           | 千葉マリンスタジアム                     |
| 4月15日        | 千葉県               | 日本           | 千葉マリンスタジアム                     |
| 4月20日        | 兵庫県               | 日本           | 阪急西宮スタジアム                       |
| 4月21日        | 兵庫県               | 日本           | 阪急西宮スタジアム                       |
| 4月22日        | 兵庫県               | 日本           | 阪急西宮スタジアム                       |
| 4月25日        | 神奈川県             | 日本           | 横浜スタジアム                           |
| 4月26日        | 神奈川県             | 日本           | 横浜スタジアム                           |
| 4月27日        | 神奈川県             | 日本           | 横浜スタジアム                           |
| 北アメリカ     |                      |                |                                          |
| 5月4日         | ヒューストン         | アメリカ合衆国 | ザ・サミット                             |
| 5月5日         | ヒューストン         | アメリカ合衆国 | ザ・サミット                             |
| 5月7日         | ダラス               | アメリカ合衆国 | リユニオン・アリーナ                     |
| 5月8日         | ダラス               | アメリカ合衆国 | リユニオン・アリーナ                     |
| 5月11日        | ロサンゼルス         | アメリカ合衆国 | L.A.スポーツ・アリーナ                   |
| 5月12日        | ロサンゼルス         | アメリカ合衆国 | L.A.スポーツ・アリーナ                   |
| 5月13日        | ロサンゼルス         | アメリカ合衆国 | L.A.スポーツ・アリーナ                   |
| 5月15日        | ロサンゼルス         | アメリカ合衆国 | L.A.スポーツ・アリーナ                   |
| 5月16日        | ロサンゼルス         | アメリカ合衆国 | L.A.スポーツ・アリーナ                   |
| 5月18日        | オークランド         | アメリカ合衆国 | オークランド・コロシアム・アリーナ       |
| 5月19日        | オークランド         | アメリカ合衆国 | オークランド・コロシアム・アリーナ       |
| 5月20日        | オークランド         | アメリカ合衆国 | オークランド・コロシアム・アリーナ       |
| 5月23日        | ローズモント         | アメリカ合衆国 | ローズモント・ホライゾン                 |
| 5月24日        | ローズモント         | アメリカ合衆国 | ローズモント・ホライゾン                 |
| 5月27日        | トロント             | カナダ         | スカイドーム                             |
| 5月28日        | トロント             | カナダ         | スカイドーム                             |
| 5月29日        | トロント             | カナダ         | スカイドーム                             |
| 5月31日        | オーバーンヒルズ     | アメリカ合衆国 | ザ・パレス・オブ・オーバーンヒルズ       |
| 6月1日         | オーバーンヒルズ     | アメリカ合衆国 | ザ・パレス・オブ・オーバーンヒルズ       |
| 6月4日         | ウースター           | アメリカ合衆国 | セントラム                               |
| 6月5日         | ウースター           | アメリカ合衆国 | セントラム                               |
| 6月8日         | ランドーヴァー       | アメリカ合衆国 | キャピタル・センター                     |
| 6月9日         | ランドーヴァー       | アメリカ合衆国 | キャピタル・センター                     |
| 6月11日        | ユニオンデール       | アメリカ合衆国 | ナッソー・コロシアム                     |
| 6月12日        | ユニオンデール       | アメリカ合衆国 | ナッソー・コロシアム                     |
| 6月13日        | ユニオンデール       | アメリカ合衆国 | ナッソー・コロシアム                     |
| 6月16日        | フィラデルフィア     | アメリカ合衆国 | スペクトラム                             |
| 6月17日        | フィラデルフィア     | アメリカ合衆国 | スペクトラム                             |
| 6月20日        | イーストラザフォード | アメリカ合衆国 | Brendan Byrne Arena                      |
| 6月21日        | イーストラザフォード | アメリカ合衆国 | Brendan Byrne Arena                      |
| 6月24日        | イーストラザフォード | アメリカ合衆国 | Brendan Byrne Arena                      |
| 6月25日        | イーストラザフォード | アメリカ合衆国 | Brendan Byrne Arena                      |
| ヨーロッパ     |                      |                |                                          |
| 6月30日        | ヨーテボリ           | スウェーデン   | Eriksberg Stadium                        |
| 7月3日         | パリ                 | フランス       | パレ・オムニスポール・ド・パリ・ベルシー |
| 7月4日         | パリ                 | フランス       | パレ・オムニスポール・ド・パリ・ベルシー |
| 7月6日         | パリ                 | フランス       | パレ・オムニスポール・ド・パリ・ベルシー |
| 7月10日        | ローマ               | イタリア       | スタディオ・フラミニオ                   |
| 7月10日        | トリノ               | イタリア       | スタディオ・デッレ・アルピ               |
| 7月15日        | ミュンヘン           | ドイツ         | Riemer Reitstadion                       |
| 7月17日        | ドルトムント         | ドイツ         | ヴェストファーレンハレン                 |
| 7月20日        | ロンドン             | イギリス       | ウェンブリー・スタジアム                 |
| 7月21日        | ロンドン             | イギリス       | ウェンブリー・スタジアム                 |
| 7月22日        | ロンドン             | イギリス       | ウェンブリー・スタジアム                 |
| 7月24日        | ロッテルダム         | オランダ       | フェイエノールト・スタディオン           |
| 7月27日        | マドリード           | スペイン       | エスタディオ・ビセンテ・カルデロン       |
| 7月29日        | ビーゴ               | スペイン       | エスタディオ・バライドス                 |
| 8月1日         | バルセロナ           | スペイン       | エスタディ・デ・モンジュイック           |
| 8月5日         | ニース               | フランス       | Stade de l'Ouest                         |